# 군사경찰단
수도방위사령부의 군사경찰단은 서울특별시 관악구 남현동에 있는 대한민국 육군의 단급 군사경찰부대이다.

## 역사
2008년, 국방부조사본부의 수사헌병 중령이 후배 소령의 헌병단 단장의 경비 횡령 제보를 듣고 육군 중앙수사단에 내부고발하였으나, 내부고발자 색출하기 위한 태스크포스를 꾸리고 진급누락 등의 불이익으로 보복하였다. 그는 군에 남기를 원하였으나, 진급누락에 따라 대령으로서 정년인 2018년 11월에 전역될 예정이다.
2018년 6월 27일, 간부 회식에서 수방사 법무부 소속 여군 검사들을 성추행한 것이 육군본부의 조사로 알려졌다. 검사 중에는 임신부가 있었고, 술을 마실 수 없었기에 대신 음료수로 성추행과 애무를 한 것으로 드러났다.
2019년 7월 7일 서울에 있는 국군지휘통신사령부 예하 제3통신근무단에서 근무한지 5개월째였던 조준우 일병이 자살하였다. 그는 군생활에 행정보급관의 폭행과 괴롭힘에 극심한 스트레스를 받았고, 일병 정기휴가를 끝으로 주둔지 안에서 자살하였다. 그의 죽음은 수방사 헌병단에서 일반사망으로 처리하였고, 그의 어머니는 병명 부조리로 인한 간접적 사망을 주장하며 수방사 앞에서 시위하였다.
2022년 8월 초에 국군수송사령부 소속 중령이 수도방위사령부의 영내에서 음주운전을 하여 군사경찰단 소속 수사관 2명에게 단속되었으나, 군사경찰단장의 지시로 처벌없이 귀가한 의혹을 제기되었다. 육군수사단에서 제보를 받고 수사하였다.

## 부대
| - 본부중대 - 전투군사경찰대대 - 특임군사경찰대대 - 제33군사경찰경호대 ADCON: 군사경찰단, OPCON: 대한민국 대통령경호처 | - 본부대 - 제3헌병대대 - 제5헌병대대 - 제7헌병대 - 제33헌병경호대 - 특별경호중대 |

## 같이 보기
- 남주혁, 남자 배우, 수방사 기동대로 2023년 말까지 파견.[8]

## 참고
1. ↑  “수방사 군사경찰단”. 《대한민국 병무청》. 2020년 4월 7일. 2023년 6월 17일에 확인함.
2. ↑  정락인 (2017년 10월 17일). “‘헌병 엘리트 장교’는 왜 배신자로 찍혔나”. 시사저널. 2023년 6월 18일에 확인함.
3. ↑  유충환 (2018년 6월 27일). “[단독] 헌병단 장교가 여군 검사 성추행…줄줄이 징계”. MBC. 2023년 6월 18일에 확인함.
4. ↑  김영화 (2021년 10월 20일). “삶 등진 아들, 군에서 쓴 일기에 ‘차마 못한 말’ 담겨 있었다”. 시사IN. 2023년 6월 18일에 확인함.
5. ↑  신선영 (2022년 7월 1일). “"어떻게 죄는 있는데 범인이 없어요" 엄마는 수방사로 향했다”. 시사IN. 2023년 6월 18일에 확인함.
6. ↑  박응진 (2022년 8월 23일). “음주단속 걸린 軍 간부 '프리 패스'…軍 경찰단장이 "귀가시켜라" 지시”. 뉴스1. 2023년 6월 17일에 확인함.
7. ↑  김지헌 (2022년 8월 23일). “군사경찰단장이 음주운전 중령 '귀가시켜라' 지시…軍 수사”. 연합뉴스. 2023년 6월 17일에 확인함.
8. ↑  강애란 (2023년 3월 20일). “[방송소식] 남주혁 오늘 입대…군사경찰단 기동대서 복무”. 연합뉴스. 2023년 6월 17일에 확인함.